# میدان مادر

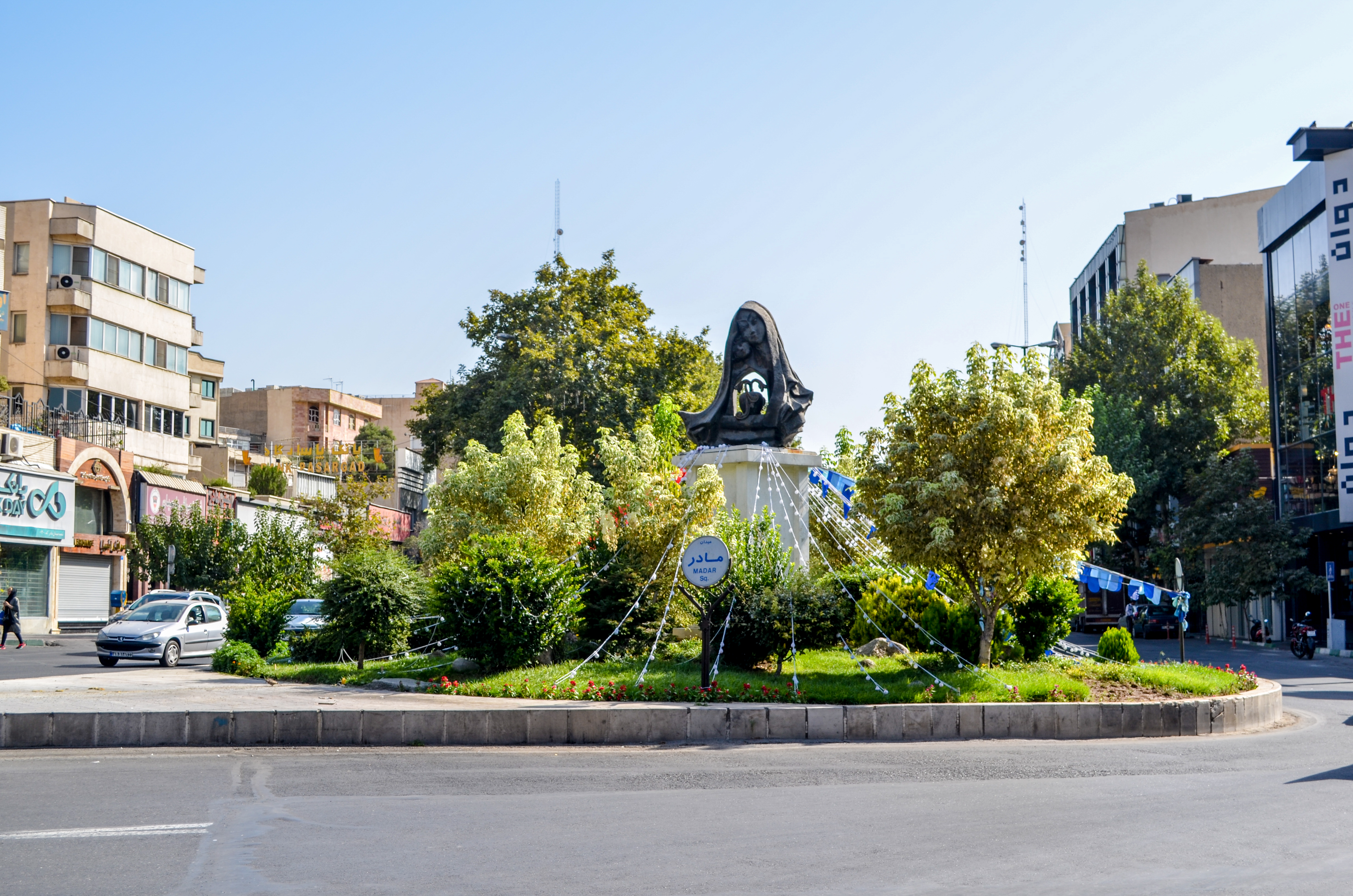
میدان مادر «میدان محسنی»

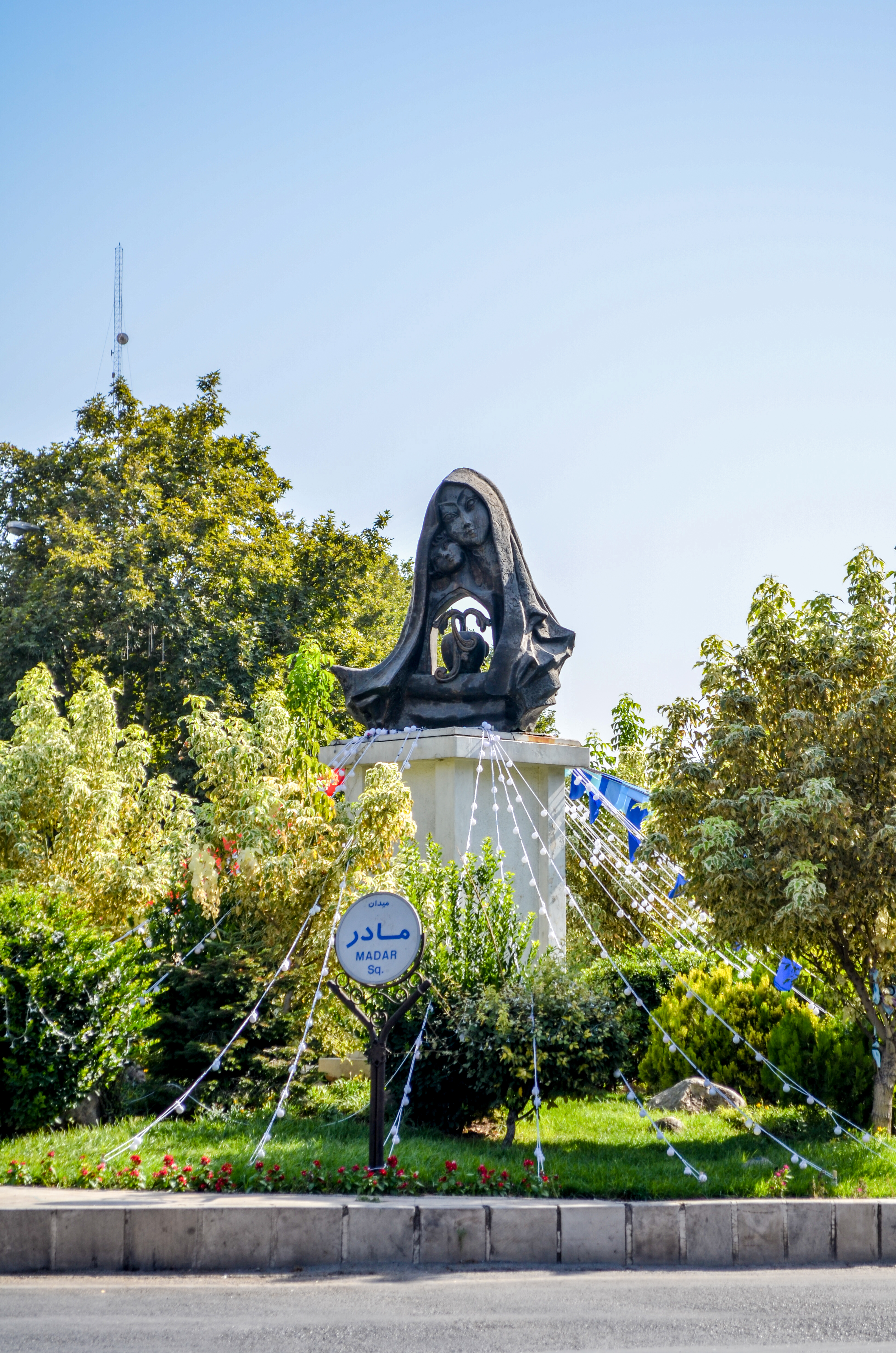
مجسمه «نرگس عاشقان» در میدان مادر

 میدان مادر  یا میدان محسنی(نام پیشین) یکی از میدان های مهم تهران محسوب می شود. این میدان در خیابان میرداماد قرار دارد و از سمت شمال با خیابان بهروز (سنجابی) و از سمت جنوب با خیابان وزیری پور و شاه نظری ارتباط دارد.
مجسمه «نرگس عاشقان» که تندیس یک مادر و ساخته زهرا رهنورد است از سال ۱۳۷۳ در این میدان نصب شده است.
پس از حملات ۱۱ سپتامبر در آمریکا عده‌ای از مردم در سومین شب درگذشت قربانیان با تجمع در این میدان و روشن کردن شمع با قربانیان آن حادثه همدردی کردند.